# Austriacki Komitet Olimpijski
Austriacki Komitet Olimpijski (niem. Österreichisches Olympisches Comité) – związek organizacji sportowych z siedzibą w Wiedniu, zajmujący się organizacją udziału reprezentacji Austrii w igrzyskach olimpijskich i europejskich oraz upowszechnianiem idei olimpijskiej i promocją sportu, a także reprezentowaniem sportu Austrii w organizacjach międzynarodowych, w tym w Międzynarodowym Komitecie Olimpijskim.